# Pietro Colombati
Pietro Colombati (Padova, 29 agosto 1897 – Genova, 1980) è stato un dirigente sportivo, allenatore di calcio e arbitro di calcio italiano.

## Biografia
È stato presidente dell'A.C. Padova nella stagione 1935-1936. Fino alla decima giornata ricopre anche il ruolo di allenatore. Dopo l'esperienza padovana passa al Catania nella stagione 1936-1937 e successivamente avrà incarichi dirigenziali nel Catania e nel Liguria, che allenò in Serie A nella stagione 1939-1940.